# Oliver Hartmann
Oliver Hartmann (ur. 28 czerwca 1970 roku w Rüsselsheim am Main), to niemiecki kompozytor i wokalista, poruszający się głównie w stylistyce rockowej i heavymetalowej, znany z występów w grupie muzycznej At Vance oraz Avantasia.
Ze swoim własnym składem, supportował grupę Toto podczas ich trasy po Europie w 2006 roku.

## Dyskografia
Albumy solowe
- 2007 Home[2]
- 2005 Out in the cold[3]
- 2008 Handmade (koncertowe CD i DVD)[2]
- 2009 3[2]